# Viva!
Viva! war eine indische Popband.

## Geschichte
Viva! entstand ab Ende 2001 aus der ersten indischen Version des Gesangswettbewerbs Popstars, kurz Popstars 1, ausgestrahlt vom Sender Channel [V]. Am 11. April 2002 wurden schließlich die Siegerinnen bekanntgegeben, die fortan die Band bildeten.
Ihr erstes Album Viva! wurde über 500.000 Mal verkauft. Nach dem frühen Ausscheiden von Seema Ramchandani gingen die übrigen Bandmitglieder zu viert auf Indien-Tournee. Ihr zweites Album Viva! Reloaded erschien im Juli 2003. Im Dezember 2004 löste sich Viva! auf und Neha Bhasin begann eine Solo-Karriere.

## Bandmitglieder
- Neha Bhasin (* 18. November 1982 in Neu-Delhi)
- Mahua Kamat (* 6. März 1982 in Pune)
- Anushka Manchanda (* 11. Februar 1984 in Delhi)
- Pratichee Mohapatra (* 25. Januar 1978 in Mumbai)
- Seema Ramchandani (* 28. Oktober 1979 in Pune)

## Diskografie
- 2002: Viva! (Album)
- 2003: Viva! Reloaded (Album)